# Lepidochrysops neonegus
Lepidochrysops neonegus är en fjärilsart som beskrevs av Bethune-Baker 1922. Lepidochrysops neonegus ingår i släktet Lepidochrysops och familjen juvelvingar. Inga underarter finns listade i Catalogue of Life.